# Carl Jans änglar
Carl Jans änglar, tv-program som visades i TV3 under hösten 2006. I programmet leder Carl Jan Granqvist ett försök att utbilda sju tjejer med trasig uppväxt till att bli kockar.